# Новый Мир (Новопокровский район)
Новый Мир — хутор в Новопокровском районе Краснодарского края.
Входит в состав Горькобалковского сельского поселения.

## География

### Улицы
- ул. Колхозная,
- ул. Первомайская.

## Население
| 2002 | 2010 |
| ---- | ---- |
| 366  | ↘298 |